# Томас Мідлдітч
Томас Мідлдітч (англ. Thomas Middleditch нар. 10 березня 1982) — канадський актор, комедіант, та телесценарист, відомий по головній ролі Річарда Гендрікса у телесеріалі «Кремнієва долина».

## Раннє життя
Мідлдітч народився та виріс у місті Нельсон, Британська Колумбія. Його батьки вихідці з Британії. 

## Кар'єра

### Кремнієва Долина
30 січня, 2013, Мідлдітч приєднався до HBO для участі у пілотному випуску Кремнієвої долини, де він зіграв роль Річарда Хендрікса. Шоу отримало позитивні відгуки критиків на момент прем'єри серіалу.

## Фільмографія

### Фільми
| Рік  |    | Українська назва                         | Оригінальна назва                                        | Роль                       |
| ---- | -- | ---------------------------------------- | -------------------------------------------------------- | -------------------------- |
| 2009 | ф  | Нянька за викликом                       | The Rebound                                              | Маверік                    |
| 2010 | ф  |                                          | Splinterheads                                            | Джастін Фрост              |
| 2010 | ф  | Копи на підхваті                         | The Other Guys                                           | куратор художньої виставки |
| 2012 | ф  | Брудна кампанія за чесні вибори          | The Campaign                                             | Тревіс                     |
| 2012 | ф  | Мільйон для чайників                     | The Brass Teapot                                         | Джо                        |
| 2012 | ф  | Курдупель                                | Fun Size                                                 | Мануель                    |
| 2013 | ф  | Королі літа                              | The Kings of Summer                                      | поліцейський               |
| 2013 | ф  | Вовк з Уолл-стріт                        | The Wolf of Wall Street                                  | брокер                     |
| 2014 | ф  | Одружити Беррі                           | Someone Marry Barry                                      | Курт                       |
| 2015 | ф  | Останні дівчата                          | The Final Girls                                          | Дункан                     |
| 2016 | ф  | Джоші                                    | Joshy                                                    | Джоші                      |
| 2017 | ф  | Конг: Острів Черепа                      | Kong: Skull Island                                       | Джеррі (голос)             |
| 2017 | ф  |                                          | Entanglement                                             | Бен Лайтен                 |
| 2017 | мф | Капітан Підштанько: перший епічний фільм | Captain Underpants: The First Epic Movie                 | Гарольд Гатчінс (голос)    |
| 2017 | ф  | Його собаче діло                         | Once Upon a Time in Venice                               | Джон                       |
| 2018 | ф  | Ти квач!                                 | Tag                                                      | Дейв                       |
| 2018 | ф  | Репродукція                              | Replicas                                                 | Ед Віттл                   |
| 2018 | мф | Прихвосні                                | Henchmen                                                 | Лестер (голос)             |
| 2019 | ф  | Ґодзілла 2                               | Godzilla: King of Monsters                               | Сем Колмен                 |
| 2019 | ф  | Зомбіленд: Подвійний постріл             | Zombieland: Double Tap                                   | Флегстафф                  |
| 2020 | мф | Фінеас і Ферб: Кендес проти Всесвіту     | Phineas and Ferb the Movie: Candace Against the Universe | Гарноз (голос)             |
| 2022 | мф | DC Ліга Супер-Улюбленців                 | DC League of Super-Pets                                  | Кейт (голос)               |

| Рік       |    | Українська назва              | Оригінальна назва           | Роль                                               |
| --------- | -- | ----------------------------- | --------------------------- | -------------------------------------------------- |
| 2011      | мс | Бівис і Батхед                | Beavis and Butt-head        | Стюарт Стівенсон / вчитель (голос, 7 епізодів)     |
| 2013      | с  | Офіс                          | The Office                  | Джеб Шрут (Епізод: "The Farm")                     |
| 2013      | с  |                               | The Pete Holmes Show        | Гамбіт / Нічний змій (2 епізоди)                   |
| 2014—2019 | с  | Кремнієва долина              | Silicon Valley              | Річард Гендрікс (53 епізоди)                       |
| 2014      | с  | Ти — найгірший                | You're the Worst            | хіпстер (Епізод: "Sunday Funday")                  |
| 2014—2017 | мс | Пенн Зеро: Герой на півставки | Penn Zero: Part-Time Hero   | Пенн Зеро (голос, 61 епізод)                       |
| 2015—2019 | с  | П'яна історія                 | Drunk History               | різні ролі (3 епізоди)                             |
| 2016      | с  |                               | Great Minds with Dan Harmon | Вільям Шекспір (Епізод: "William Shakespeare")     |
| 2017      | мс | Рік та Морті                  | Rick and Morty              | Король Томмі (голос, Епізод: "The ABC's of Beth")  |
| 2018—2019 | мс | Бургери Боба                  | Bob's Burgers               | Алекс (голос, 3 епізоди)                           |
| 2019      | с  | Ти — найгірший                | You're the Worst            | хіпстер (Епізод: "We Were Having Such a Nice Day") |
| 2020—2024 | мс | Нетутешні                     | Solar Opposites             | Террі (голос, 52 епізоди)                          |
| 2020—2022 | с  | Будь позитивним               | B Positive                  | Дрю Данбар (34 епізоди)                            |
| 2021      | мс | Амфібія                       | Amphibia                    | Бернардо (голос, Епізод: "Bessie & MicroAngelo")   |